# Variola (chi cá)
Variola là một chi cá biển thuộc phân họ Epinephelinae, nằm trong họ Cá mú. Hai loài trong chi này đều được tìm thấy ở khắp các vùng biển thuộc Ấn Độ Dương - Thái Bình Dương.

## Các loài
Màu sắc dải viền ở vây là điểm phân biệt rõ ràng nhất đối với các cá thể của hai loài trong chi Variola. Ở một số khu vực, thịt của cả hai loài đều có thể gây ngộ độc ciguatera nếu ăn phải. Các loài trong chi này bao gồm:
- Variola albimarginata Baissac, 1953 (cá mú vây viền trắng)
- Variola louti (Forsskål, 1775) (cá mú vây viền vàng)

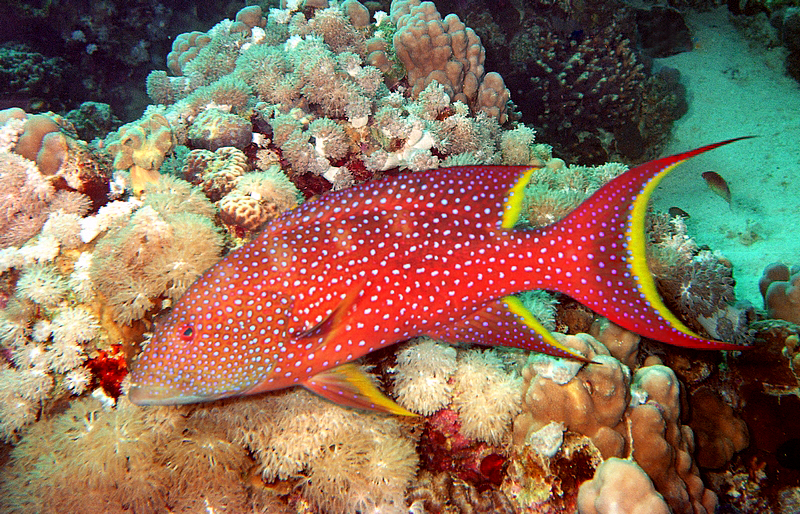
Variola louti